# Venus as a Boy
«Venus as a Boy» — песня известной исландской певицы и композитора Бьорк. Была выпущена как второй сингл с её альбома Debut. Песню написала сама Бьорк. Сингл был выпущен в августе 1993, через месяц после выхода альбома. «Venus as a Boy» — композиция с авангардным звучанием. Использованы индийские инструменты, в частности, табла и болливудские струнные. Песня попала в чарты нескольких стран и получила смешанные отзывы: не все были довольны сменой стиля Бьорк после ухода из группы The Sugarcubes. Французский режиссёр Люк Бессон использовал песню в качестве саундтрека к своему фильму «Леон». В Исландии трек номинировали на «Песню года». Различными артистами на произведение Бьорк создано около 30 кавер-версий.

## Создание
Песня была вдохновлена «конкретным человеком», но Бьорк никогда не раскрывала, кем именно. Предполагается, что это Доминик Трапп (также известный как Дом Ти), с которым у Бьорк на момент написания были отношения. Певица также говорила, что это песня о мальчике, который во всём видит красоту. «И это не просто внешняя красота, а и красота чистки зубов, красота просыпаться утром в правильном ритме, красота разговора с человеком. Это было ново для меня, так как я склонна смотреть на вещи с точки зрения энергии».

Бьорк описала создание песни в интервью журналисту Дэвиду Хемингуэю: «Я думаю, что написала её в своей гостиной в Исландии, а потом записала на диктофон. Позже, перебирая различные звуки, я случайно нашла тот звук разбитой бутылки. Это не было преднамеренной задумкой и звучало великолепно». «Venus as a Boy» стала одной из последних песен, записанных для „Debut“ — альбом был уже почти готов.

В песне чувствуется влияние разных жанров, в частности авангарда и электронной музыки. Бьорк хотела, чтобы песня звучала как индийский саундтрек. Струнные для песни были записаны в Бомбее при помощи Талвина Сингха. Бьорк в треке играет на клавишных, а также ответственна за басовую линию: в одном интервью, описывая своё сотрудничество с Тимбалэндом, она сказала: «Он большой поклонник Venus as a Boy, как-то на вечеринке он подошел ко мне и сказал что любит басовую линию в этой песне, и я почувствовала себя очень довольной, потому что сама создала её». Также в песне активно используется вибрафон.

## Релиз
В отличие от своего первого сингла «Human Behaviour», Бьорк решила выпустить «Venus as a Boy» на двух дисках, чтобы разместить больше ремиксов. Би-сайдами сингла стали треки «Stigdu Mig» — одна из невыпущенных песен малоизвестного проекта Бьорк 1987 года Elgar Sisters и «I Remember You» — кавер певицы на песню Джонни Мерсера 1941 года, записанный Бьорк с арфисткой Corky Hale в 1991 году вместе с песней «Like Someone in Love», которая попала на альбом. Среди ремиксов на заглавный трек присутствует переработка под названием «Dream Mix» Мика Хакнелла из группы Simply Red, который тогда же отозвался о Бьорк: «Она — Билли Холидей 90-х и после. Этот голос заслуживает широкой аудитории». Два трека являются собственными версиями Бьорк других песен с альбома: «There's More to Life Than This (Non-Toilet Mix)» и «Violently Happy (Domestic Mix)».
Cингл вышел в Великобритании на 7-дюймовой пластинке, двух дисках и кассете, в США, Европе, Австралии и Японии был выпущен только диск.
Вместе с выходом сингла Бьорк исполнила песню на таких ТВ шоу как The Beat, TOTP, 120 Minutes и 3 in 1. В июне 1995 года певица исполнила «Harpsichord version» песни (версию для клавесина) на шоу Later... with Jools Holland, потом эта запись вышла на её DVD Later. Песня также исполнялась во время туров: в Debut-туре присутствовали индийские инструменты, во время Post-тура был добавлен аккордеон, на Volta и Biophilia-турах песня исполнялась под аккомпанемент клавесина Йонаса Сена.

## Реакция
Во время выпуска альбома песня получила смешанные отзывы от критиков: не все были довольны сменой стиля Бьорк после ухода из группы The Sugarcubes. В частности, рецензент журнала Rolling Stone отметил, что струнные «индийского оркестра» скорее «навязчивы, чем возбуждающи».
Рецензент AllMusic написала положительный отзыв, выделив, как и многие другие, строчку «его странное чувство юмора обещает захватывающий секс».
Песня попала в чарты некоторых стран, в частности, в топ 30 Великобритании и топ 40 Швеции.
На Исландских музыкальных наградах трек номинировался на «Песню года».
В 2002 году в результате онлайн-голосования трек был включён фэнами в сборник Бьорк Greatest Hits.

## Видеоклип
Режиссёром клипа выступила Софи Мюллер. Клип снят на кухне, где Бьорк, забавляясь, готовит яичницу. Видео было вдохновлено одной из любимых книг Бьорк «История глаза» Жоржа Батая, в которой описываются причудливые сексуальные извращения пары подростков. В какой-то момент девушка из книги использует варёные яйца для стимуляции сексуальной активности. Большинство приборов в клипе были взяты из дома Бьорк.
В видео Бьорк предстаёт в оранжевой футболке, у неё странные брови и причёска. Она опирается на стол и, любуясь яйцом, начинает петь. Потом начинает играть с яйцом. Затем Бьорк включает газовую плиту, а на сковороду кидает кусочек масла. Далее Бьорк кидает в кастрюлю яйца и, замечтавшись, забывает про сковородку. Масло подгорает и Бьорк подносит сковородку к раковине, потом наливает туда ещё масла. Бьорк берёт лопаточку и делает странные действия (как будто она грозит оператору или кому-то ещё). Демонстрируются различные кадры, в которых певица готовит яйца и играет с лопаточкой. Потом Бьорк берёт ящерицу, сажает её на плечо. В дальнейшем Бьорк уже без ящерицы завершает готовку, вокруг неё мерцают блёстки. Под конец Бьорк просто забирает глазунью и уходит из кухни. 
Клип получил положительные отзывы за необычную постановку и чувственность.

## Саундтрек
Песня звучит в фильме Люка Бессона 1994 года «Леон» в бессловесной серии сцен между двумя главными героями, Леоном и Матильдой.

## Кавер-версии
Несмотря на очень умеренный успех в поп-чартах, песня, как и творчество Бьорк в целом, оказала заметное влияние на многих музыкантов. На «Venus As A Boy» только официально было выпущено более 30 кавер-версий. В их числе джазовый кавер Нильса Ландгрена на его альбоме 5000 Miles 1999 года, соул-кавер Корин Бэйли Рэй на её двойном альбоме Corinne Bailey Rae 2007 года, трип-хоп кавер группы Sneaker Pimps на их релизе 2004 года ICA Home Taping и инструментальная версия австралийского джазового пианиста Барни Маколла на его альбоме 2005 года Mother of Dreams and Secrets. Версия песни на японском языке была записана певицей Zoey и выпущена в виде сингла в 2003 году, на неё был также снят клип. Энди Макки выпустил акустическую гитарную версию песни на своём альбоме The Gates Of Gnomeria под названием «Venus as a Girl» в 2007 году. Также свою версию выпустил джазовый ансамбль Björkestra, исполняющий песни Бьорк. Среди прочих исполнителей, выпускавших каверы на «Venus as a Boy» значатся английская группа The Mike Flowers Pops, американский пианист Geoff Keezer, нидерландская рок-группа Coparck, соул-джазовый дуэт Workshy, итальянская певица Serena Fortebraccio, немецкий трубач Joo Kraus, испанская певица Sole Giménez и другие.

## Список композиций
| - UK CD1 1. «Venus as a Boy» (Edit) – 4:05 2. «Venus as a Boy» (Mykaell Riley Mix) – 4:51 3. «There's More to Life Than This» (Non-Toilet Mix) – 3:47 4. «Violently Happy» (Domestic Mix) – 5:17 | - UK CD2 1. «Venus as a Boy» (7" Dream Mix) – 4:02 2. «Stígðu Mig» – 1:53 3. «Anchor Song» (Black Dog Mix) – 4:48 4. «I Remember You» – 4:13 |

## Список версий
Официальные версии и ремиксы песни:
- Album version (Björk)
- Edit (Jim Abbiss)
- 7" Dream Mix (Mick Hucknall)
- Anglo American Extension (Mick Hucknall) - американский CD сингл
- Mykaell Riley Mix (Mykaell Riley)
- Harpsichord version (аранж. Björk/Guy Sigsworth) - CD сингл «Isobel» (1995)